# Zol-żel
Zol-żel – metoda nanoszenia powłok ceramicznych. Nazwa pochodzi od nazw dwóch układów koloidalnych, w jakich występuje nanoszony materiał przed jego wypaleniem.
Metoda polega na przygotowaniu zolu poprzez hydrolizę i koagulację dobranych prekursorów. Następnie materiał jest nakładany poprzez zanurzenie w roztworze. Po usunięciu nadmiaru zolu przeprowadza się żelowanie poprzez odparowanie rozpuszczalnika. Gotowa powłoka zostaje wypalona w piecu. Najczęściej stosowanymi prekursorami są alkoholany, ze względu na ich dużą lotność. Powszechnie stosuje się tetraetoksysilan (TEOS), octan cynku, siarczan cyrkonu czy tetrachlorek tytanu. Wśród nich najpopularniejszy jest TEOS, ponieważ jest mniej wrażliwy na hydrolizę ze względu na występowanie krzemu, który jest mniej elektrododatni niż tytan, cyrkon czy glin.
Tą metodą nanosi się powłoki ceramiczne, głównie w postaci tlenków oraz HCP i TCP.
Pierwszy materiał zol-żelowy został zgłoszony przez M. Ebelmana w 1845 roku we Francji. Obecnie jest to jedna z najbardziej przydatnych technologii wytwarzania powłok tlenkowych.
Metoda zol-żel jest wrażliwa na wiele czynników, od których zależy forma produktu końcowego, jak np. monolity (kserożele i aerożele), proszki, warstwy lub włókna. Parametry, które możemy modyfikować to:
- pH roztworu,
- stosunek prekursor / woda,
- rodzaj i stężenie katalizatora,
- rodzaj i zawartość rozpuszczalnika,
- polarność rozpuszczalnika,
- temperatura[3].

## Właściwości
- Proces niskotemperaturowy,
- Możliwość uzyskania materiałów o bardzo dużej czystości,
- Porowatość o niespotykanej w innych metodach skali,
- Kontrolowana hydrofobowość / hydrofilowość,
- Kompatybilność z polimerami,
- Jednorodne powłoki,
- Duże wymagania co do stałości parametrów[3].